# Jaime Fábregas
Jaime Francisco Fábregas y García (nacido el 28 de febrero de 1950)  es un actor multipremiado musical y cantante filipino de ascendencia española. Él ahora está lanzando como Delfin Borja en Ang Probinsyano .

## Primeros años de vida
Jaime Fábregas nació el 28 de febrero de 1950 en Ciudad de Iriga, Camarines Sur, Filipinas.

## Carrera actual
Fábregas jugó como Delfin Borja en una serie de televisión de acción - drama de ABS-CBN de Ang Probinsyano protagonizada Coco Martin.

## Vida personal
Se casó y se divorció a Leticia Caballero con quien tiene tres hijos. Su hija Lara Fábregas es también actriz , su hijo Paolo Fábregas también es actor , tanto para el teatro, la televisión y el cine . Él también estaba casado pero ahora separa a Ma . Consuelo Tordesillas con quien tiene cuatro hijos.

## Filmografía
- Ang Probinsyano (serie de televisión) (2015)
- All Of Me (serie de televisión) (2015)
- Pari 'Koy (serie de televisión) (2015)
- Second Chances (serie de televisión) (2015)
- Ang Dalawang Mrs. Real (serie de televisión) (2014)
- Mars Ravelo's Dyesebel (serie de televisión) (2014)
- The Legal Wife (serie de televisión) (2014)
- My Little Juan (serie de televisión) (2013)
- Juan dela Cruz (2013)
- Wansapanataym - Hungry Games (2013)
- E-Boy (serie de televisión) (2012)
- Wansapanataym - Ang Monito Ni Monika (2012)
- Captain Barbell (serie de televisión) (2011)
- Ikaw Ay Pag-Ibig (serie de televisión) (2011)
- Wansapanataym - My Gulay (2011)
- Iglot (serie de televisión) (2011)
- Maalaala Mo Kaya - Birth Certificate (2011)
- Imortal (serie de televisión) (2010-2011)
- May Bukas Pa (serie de televisión) (2009-2010)
- Maalaala Mo Kaya - Isda (2008)
- Princess Sarah (serie de televisión) (2007)
- Pangarap Na Bituin (serie de televisión) (2007)
- MariMar (serie de televisión) (2007)
- Mga Kuwento Ni Lola Basyang - Ang Mahiwagang Kuba (2007)
- Asian Treasures (serie de televisión) (2007)
- Camera Cafe (serie de televisión) (2007)
- Majika (serie de televisión) (2006)
- Maging Akin Muli (2005)
- Kampanerang Kuba (serie de televisión) (2005)
- Sarah, The Teen Princess (serie de televisión) (2003)
- Sana Ay Ikaw Na Nga (serie de televisión) (2002)
- Hunger Strike (serie de televisión) (2002)
- Ikaw Lang Ang Mamahalin (serie de televisión) (2001)
- Sa Dulo Ng Walang Hanggan (serie de televisión) (2001)
- Maalaala Mo Kaya - Wedding Cake (2000)
- Noriega: God's Favorite (2000)

- Datos: Q12965139
- Multimedia: Jaime Fabregas / Q12965139